# Caicosroes (lendário)
Caicosroes ou Caiosroes (em latim: Caichosroes e Caiosroes; em persa médio: Kay Husrōy; em persa: کیخسرو‎; romaniz.: Kay Ḵosrow; em avéstico: Kauui Haosrauuah) foi um rei lendário da Pérsia da dinastia caiânida e um personagem da persa Épica dos Reis de Ferdusi. Segundo a obra, era filho do príncipe iraniano Siauascis e da princesa Faranguis do Turanistão, com quem se casou enquanto esteve exilado. Antes de Caicosroes nascer, seu pai foi morto no Turanistão por seu avô materno Afrassíabe. Caicosroes foi treinado desde criança no deserto por Pirane, o sábio vizir de Afrassíabe. Seu avô paternal era o xá Caicaus, que escolheu-o como herdeiro quando foi à Pérsia com sua mãe.

## Etimologia
O antropônimo deriva do avéstico *husrauuah, "aquele que tem boa fama", e deve significar "boa fama". As formas derivam de *hu-srauuah, mas sofreram o encurtamento da sílaba inicial. A forma pálavi é geralmente escrita hwslwy, hwslwd ou hwslwb, todas provavelmente lidas como Husrōy. A forma persa pode derivar disso, ou pode ser refeita em analogia com -sraw.

## Vida

### Avestá
No Avestá, Caicosroes é um dos indivíduos de sua família com maior cobertura nessa fonte. Nela, era filho de Axrura e pai de Siauascis (Siiāuuaršan) e foi intitulado como "garanhão das terras arianas" (arša airiianąm dax́ iiunąm) e xšaθrāi haṇkərəmō, "? para comando", com haṇkərəmō não tendo sido conclusivamente interpretado (Iaste 5.49; 13.137; 15.32); também aparece como haṇkərətō, "colocar junto" (Iaste 9.21). Ao sacrificar seu fravaxi (espírito guardião), recebeu vários benefícios como força e vitória sobre quaisquer oponentes, boa saúde e progênie, vida longa e cura (Iaste 13.133-35). Suas atividades estiveram intimamente ligadas ao lago Chaechasta, onde sacrificou para Anaíta para vencer uma corrida de carroças (Iaste 5.49-50), e onde matou Afrassíabe (Fraŋrasiiān) como vingança pela morte de Siauascis, que foi morto traiçoeiramente por Agraerata, filho de Naru. Isso ocorreu após Haoma sacrificar à deusa Druaspa, que o permitiu capturar Afrassíabe e levá-lo para Caicosroes matá-lo, e após o último também sacrificar para ela para que pudesse matá-lo perto do lago Chaechasta (Iaste 9.17-23). Diz-se que Caicosroes prendeu Garsivaz (Kərəsauuazdah), irmão dele, e matou-o usando a mesma espada que Afridum (Traetaona) usou para matar Daaca, Afrassíabe usou para matar Zenigau, que Histaspes usou quando enfrentou o exército que pretendia superar asha e que Astevatarata usará quando ficar de pé diante do lago Caiansi (Iaste 19.92-93).
Suas demais atividades são incertas, pois baseiam-se num razura de significado incerto, que em Vendidade 13.8 é substituído pelo pálavi wēšag, "moita", e que em AirWb., coleção 1515-16, assume o significado de "floresta" e "cova" coberta com galhos. Na passagem, o senhor Auruasara (Auruuasāra) sacrificou a Vaiu (Vaiiu) para "superar" ou "tirar o melhor de" (uzaiieni haca) Caicosroes (Iaste 15.31) e Caicosroes sacrificou para Anaíta para que pudesse, aparentemente, conduzir a mais rápida carroça de dois cavalos, mas não passar através da razura (Iaste 5.50). Caicosroes era seguido pelo "firme cocheiro Tusa" (Iaste 5.53-55), mas o texto foi muito mais preservado. Tusa aparentemente pediu a Anaíta pela habilidade para superar a prole (hunu) de Vesa (Vaēsaka), Homane, Pilsã e Pirane, numa das portas da cidade-fortaleza de Gangue) e derrubar grande número de "terras" túrias. A ele isso é concedido, enquanto que quando os filhos de Vesa pedem a habilidade para derrubá-lo, isso não lhes é concedido. (Iaste 5.57-59).

### Obras em pálavi
No Sirozague, Caicosroes é listado no dia do Fogo (ātar) e está associado aos lagos Cosroes (Haosrauuaŋha) e Cecasta e ao monte Asnuante (Asnuuaṇt) (Sirozague 1.9 = 2.9 = Niyāyišn 5.5), enquanto o Āfrīn ī Zardušt (7) menciona sua imortalidade. No As Capitais Provinciais do Irã, Caicosroes nasceu em Samarcanda, foi encontrado por seu avô Caicaus (Kay-Us) e depois fundou um Fogo da Vitória (Warahrān) lá (2-3). Afrassíabe fundou a cidade de Zaranje e instalou outro fogo de nome Karkoy, mas a cidade foi destruída e o fogo se extinguiu; Caicosroes reabriu a cidade e reinstalou o fogo, e a cidade foi concluída por Artaxer I (r. 224–242), filho de Pabeco (38). Em Julgamentos (26.62) e na Criação Original (36.7), após governar por 60 anos, cedeu o poder a Cai Luraspe e foi em glória e vitória para Garōdmān (Paraíso) no dia de Hordade, mês de Fravardine. Julgamentos (xii; 26.59-63) ainda lista que Caicosroes também matou Afrassíabe, destruiu o templo perto de Cecasta, assentou em Gangue e colaborou com Sosans na ressurreição.
Segundo Dencarde (7.1.39), após superar Afrassíabe com a Palavra, bem como seu companheiro de descendência (wišūdag) Cirisuasdes (Kiriswazd) filho de Vigerago (*Wigērag), Caicosroes matou-o na costa do Cecasta. Segundo o Māh Frawardīn Rōz ī Hordād, matou-o no dia de Hordade, mês de Fravardine, o primeiro dia do ano, como vingança a seu pai, e segundo a Criação Original (33.11), foi então a Gangue. Segundo a mesma obra (18.12), quando Caicosroes destruiu o templo idólatra de Cecasta, Adar Gusnaspe, que até então protegia o mundo, montou num cavalo, matou a escuridão e iluminou o mundo até que o templo fosse derrubado. Se não tivesse destruído o templo, a oposição das forças do mal teria sido tão forte que não teria sido possível realizar a Ressurreição (ristāxēz) e trazer o Corpo Final (Julgamentos 1.93-95).
A Criação Original (35.3) contêm breve nota na qual Caicosroes fez Uai (Wāy) do Longo Governo "transportá-lo através" (? widārēnīdan). Noutros textos, o evento está ligado a sua colaboração com Sosans e a Ressurreição. A participação de Caicosroes é citada em vários lugares, com o grau de detalhismo variando; no Dencarde, era companheiro de Sosans (hamhāg) na Renovação, enquanto no Julgamentos (26.63) com sua ajuda seria mais fácil a Sosans fazer a Ressurreição e trazer o Corpo Final. Na narrativa do Sudgar (Dencarde 9.23.1), Caicosroes pergunta a Uai porque matou tantas pessoas boas no passado e ao receber a resposta, o agarra e transforma em camelo e o leva até onde outros Renovadores estão dormindo e os acorda (Vizidagia de Zadesprão, 35.6). Juntos, foram a Sosans, que perguntou que é Caicosroes. Caicosroes conta-lhe e Sosans louva-o por destruir o templo de Cecasta e matar Afrassíabe. Caicosroes então louva a tradição zoroastrista (daena). O Rivaiate Pálavi (48.39-48) contêm a mesma estória, mas Sosans diz que, se Caicosroes tinha feito o que fez, a Renovação não ocorreria (também em Julgamentos, 1.93). Então fala a Caicosroes para louvar a tradição zoroastrista, o que faz. Depois disso, por 27 anos, Caicosroes governou os sete continentes com Sosans como modabe de modabes. O Māh Frawardīn Rōz ī Hordād (seções 32-33) adiciona que Caicosroes recebeu o governo de São Narimane, o último a ser ressuscitado antes de Sosans (Rivaiate Pálavi 48.35-37), e que, quando Histaspes (Kay Wištāsp) é refeito em corpo, Caicosroes entrega seu poder a ele, e Sosans seu ofício para Zaratustra.

### Tradição árabo-persa

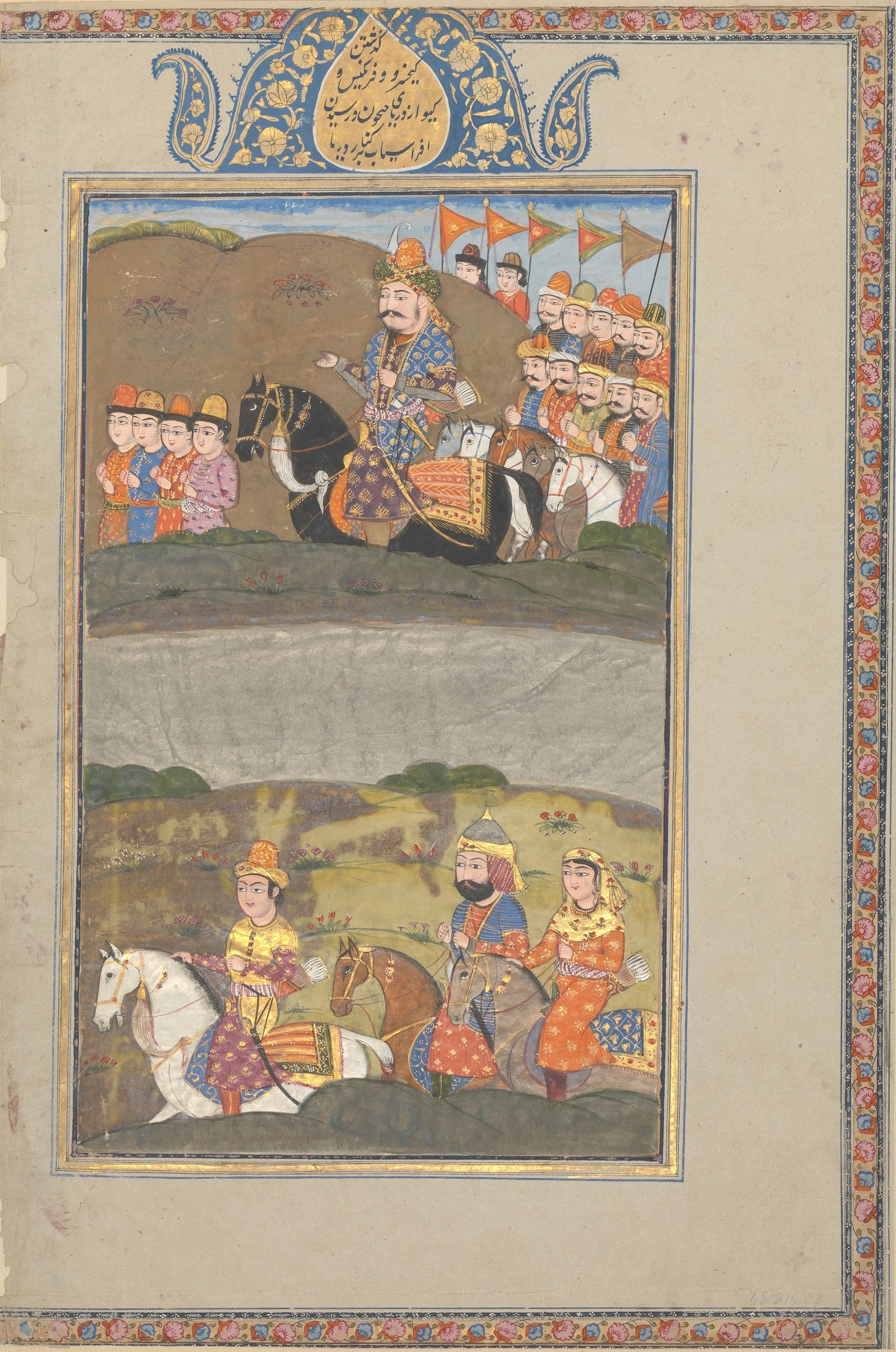
Iluminura da Épica dos Reis de Caicosroes cruzando o rio Oxo com Geve e Farangis

Hâmeza de Ispaã relata que os persas consideravam Caicosroes um profeta (a crônica Mojmal al-tawāriḵ do século XII diz o mesmo) e que costumavam viver em Bactro. Segundo ibne de Bactro, foi devido a sua profecia que superou Afrassíabe. Hâmeza adiciona uma variante da narrativa de Afrassíabe não citada em nenhum outro lugar segundo a qual, certa vez, vivia um dragão (tannin) no monte vermelha de Cuxide na fronteira de Fars e Ispaã, que aterrorizava homens e destruía colheitas. Caicosroes matou o monstro e fundou um fogo batizado em honra a montanha.
O nascimento de Caicosroes é baseado na história comum da criança real criada pelos pastores; a versão de Tabari é a mais curta e racional, com versões mais longas em Taalebi e na Épica dos Reis de Ferdusi. Na Épica, Caicosroes era filho de Farangis (talvez Gisefri (ksyfry) em Taalebi e Uesfafaride em Tabari), filha de Afrassíabe, e Siauascis, filho de Caicaus. Foi confiado pelo conselheiro de Siauascis, Pirane (Firane em Tabari), a pastores do monte Colu. Aos sete anos, lhe foi revelada sua ascendência real quando fez para si um arco e flechas, e aos 10, era um grande guerreiro. Afrassíabe estava perturbado por sonhos e fala a Pirane sobre Caicosroes. Pirane lhe disse que o menino era apenas uma criança bruta, e quando o menino foi levado para Afrassíabe para interrogatório, ele, conforme aconselhado por Pirane, respondeu a todas as perguntas de trás para frente. Afrassíabe, convencido de que o menino era idiota, ordenou que Pirane mandasse-o com sua mãe para Siavasgerda; Ṯaalebi fala que foram a <syʾwn>-abade. Godarz sonhou que Sorus lhe contava sobre Caicosroes e que somente Geve o encontraria. Geve procura por Caicosroes, encontra-o e juntos vão a Siavasgerda, onde Caicosroes se prepara antes de irem à Pérsia junto de Farangis e aparecem diante de Caicaus. Segundo ibne de Bactro, Caicaus envia Geve secretamente para encontrar o menino e sua mãe e ajudá-los a escapar do Turquestão.
As batalhas finais com Afrassíabe são alimentadas pela vingança por Siauascis. Em Tabari, onde Caicaus torna Caicosroes rei uma vez que foi levado à Pérsia, o tema da vingança é incorporado no discurso obrigatório de sua entronização, e as batalhas ocorrem depois que se torna rei, enquanto em Taalebi e na Épica, as batalhas são travadas enquanto Caicaus ainda era rei, e Caicosroes tornar-se-ia rei apenas após a morte de seu avô. A narrativa de Tabari do primeiro embate com Afrassíabe envolve Tus, filho de Noudar, que foi enviado com outros guerreiros, incluindo Judarz (Godarz) e Burzafera (zrʾfh em ibne de Bactro), outro filho de Caicaus, mas, contra as ordens de Caicosroes, mata Forude, outro filho de Siauascis (Siāvaḵš) e meio-irmão do rei. Tus foi acorrentado e algemado e enviado com mensageiros ao rei, mas Afrassíabe envia guerreiros para interceptá-los, entre eles Firane, filho de Visague. Uma batalha se segue, cuja existência não é mais citada. Na Épica, Forude é filho de Jarira, filha de Pirane, ou um dos filhos de Visa, como aparece em outras fontes.

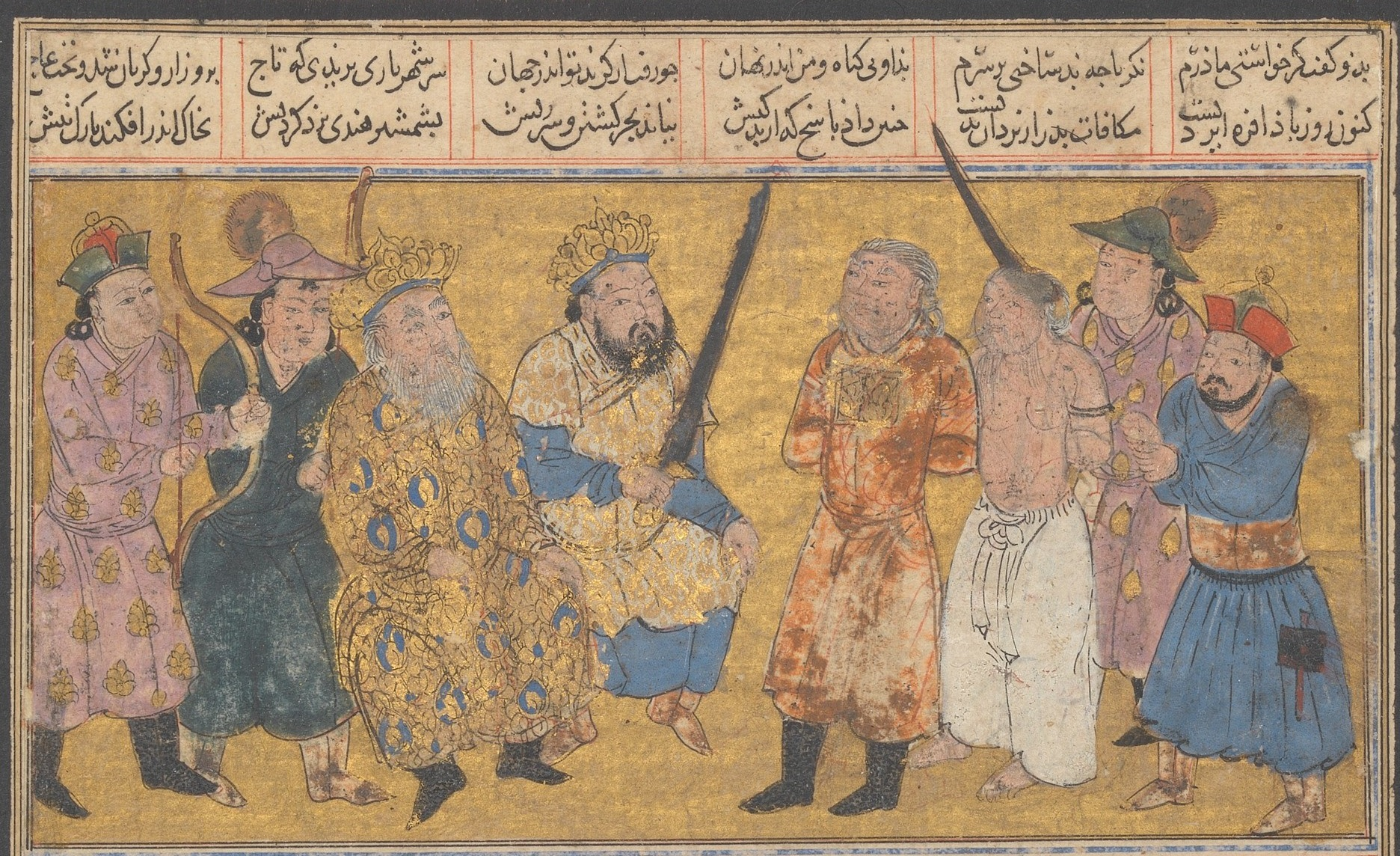
Iluminura da Épica dos Reis na qual Caicosroes é entronizado rei com espadas

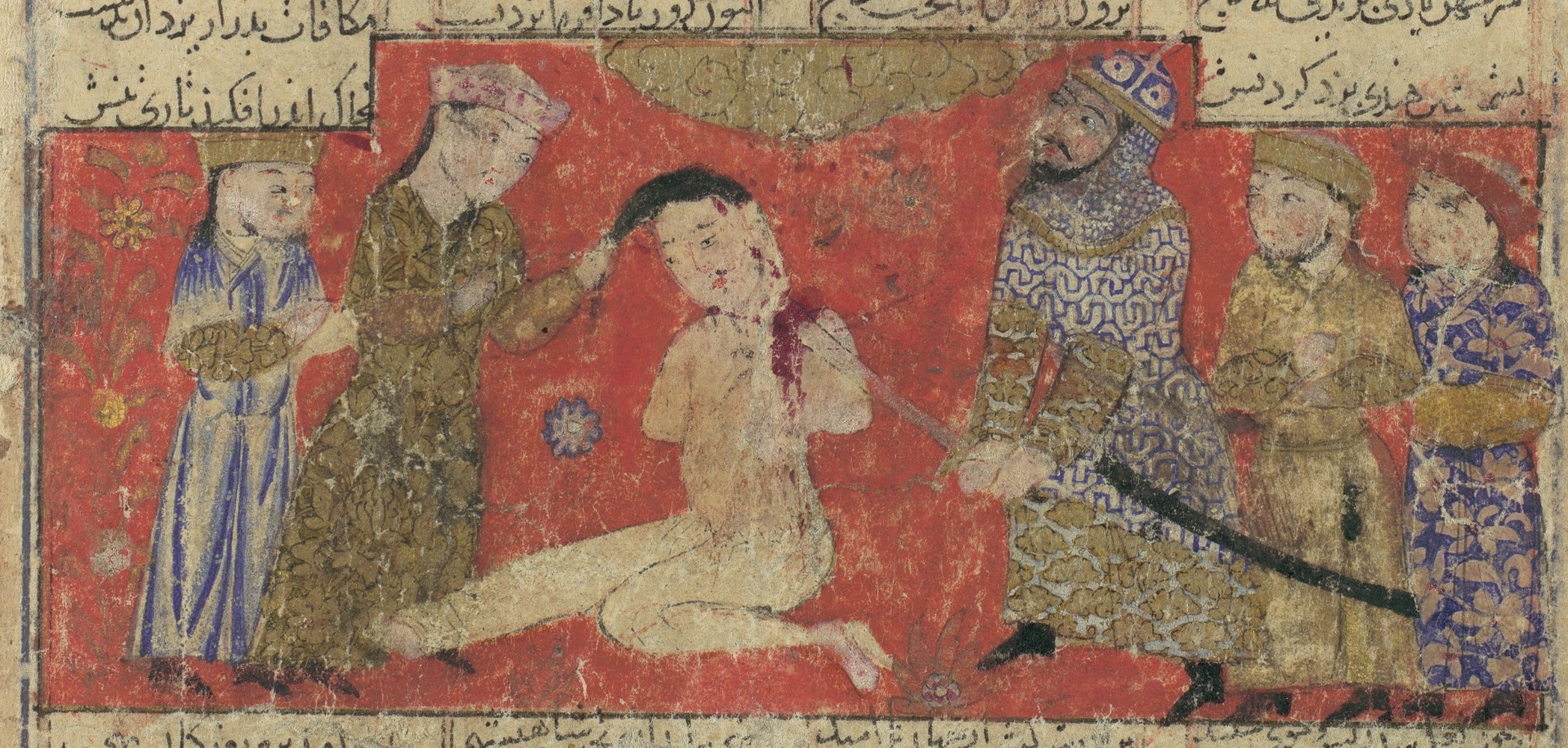
Iluminura da Épica dos Reis na qual Caicosroes mata Afrassíabe

No segundo combate, Caicosroes confiou a bandeira caiânida (Derafš-e kāviān) a Godarz, que matou Pirane/Firane, lamentado pelo rei. O rei notou Barva filho de Faxenje, o assassino de Siauascis, vivo nas mãos de Geve/Bai, e teve seus membros cortado antes que fosse morto. Na Épica, Pirane foi morto por Godarz, e Caicosroes chora e mata Gorui (filho de Zera), que foi esquartejado, decapitado (como se fosse uma ovelha sacrificial) e jogado num rio. Na última batalha, Afrassíabe deixa o comando de seu exército para seu filho Xida, que é morto por Caicosroes. Afrassíabe, depois de lutar e perder a maior batalha que já se ouviu falar, fugiu ao Azerbaijão, onde se escondeu na fonte Cassefe, antes de ser pego, acorrentado e ter a chance de explicar porque matou Siauascis. Incapaz de fazê-lo, foi morto por Bai e seu sangue foi levado para Caicosroes, que mergulhou a mão como vingança de sangue. Ibne de Bactro só falou que foi ao Azerbaijão, onde foi capturado e morto por Caicosroes, que assim se vingou. Segundo Ṯaalebi e a Épica, no final da luta, Afrassíabe se refugiou na China, em Gangue. Quando Caicosroes o seguiu, o fagfur (imperador) da China e outros reis ajudaram com suprimentos, mas, quando chegou em Gangue, Afrassíabe desapareceu. De acordo com Ferdusi, escapou por uma passagem secreta e se aliou ao fagfur da China. Depois, o fagfur corta as relações com Afrassíabe, que cruzou o mar a Gangue, assim como Caicosroes, que continuou para Siavasgerda e depois retornou a Gangue.
Caicosroes retornou a Fars, procurando o inimigo em todos os lugares, e finalmente recebeu a notícia de que foi observado perto de Azerbaijão. Caicaus e Caicosroes foram até lá e prestam homenagem ao fogo de Adargusnas e louvam a Deus em sua presença de modo que talvez os guiasse. Aqui, Hum, um piedoso eremita dedicado a Deus, descobriu Afrassíabe numa caverna, o supera e amarra com um laço. Afrassíabe, pelo resto de sua magia, desperta a compaixão de Hum e, livre da forca, escapa para um lago. Hum alerta Gudarz, que já havia capturado o irmão de Afrassíabe, Carsivaz, e o torturou até Afrassíabe enfiar a cabeça acima da água e discursar com seu irmão, sobre quem Hum joga uma corda em volta do pescoço, puxa-o para fora e o amarra. Ele foi levado diante de Caicaus e Caicosroes e o último, sentindo alguma compaixão, rapidamente o corta ao meio com sua espada. Diferentemente, em Tabari, diz-se que Tus matou o irmão de Afrassíabe, Quidar, logo após o assassinato de Siauascis.

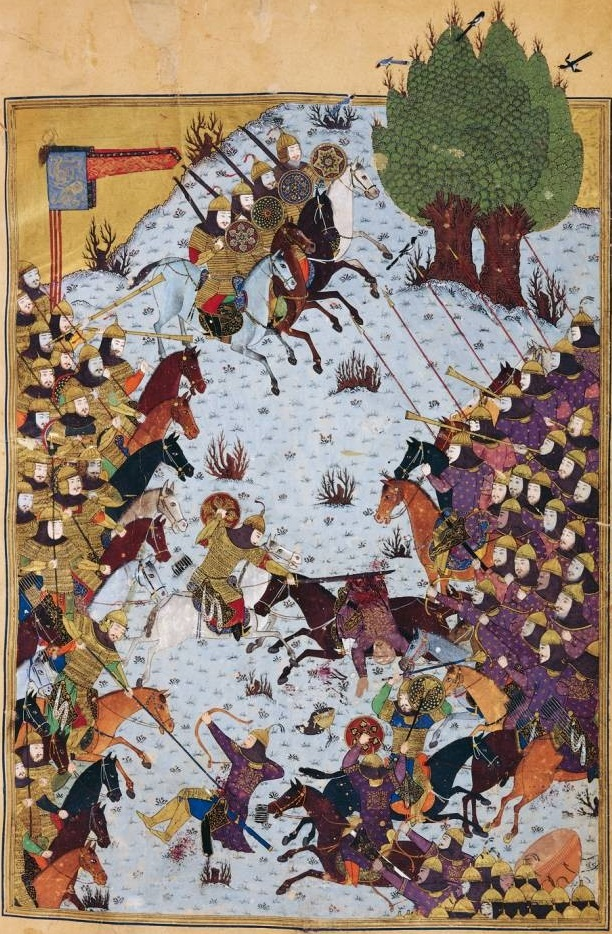
Iluminura da Épica dos Reis das forças de Caicosroes enfrentam forças de Afrassíabe

Tendo ordenado o reino, se torna asceta, e a nobreza, desesperada, pediu que nomeasse um sucessor, e ele escolheu Luraspe, que estava presente. Seu fim é descrito de formas variadas, mas as fontes concordam que se retirou para se dedicar à adoração a deus, depois do qual desapareceu. Tabari simplesmente afirma que desapareceu, embora conhecesse outras histórias, enquanto Balami diz que ninguém sabia. Segundo Almaçudi, conquistou terras até a China e construiu uma cidade chamada Gangue, mais tarde habitada por vários reis chineses. Segundo Taalebi, tendo trazido ordem à Terra, preocupado com a possibilidade de estar sujeito a arrogância como vários de seus antecessores, Caicosroes retirou-se do mundo. Depois de ter nomeado seu sucessor, partiu para passear pelo mundo, e ninguém mais ouviu falar dele.
Na Épica, após resolver seus assuntos e partir, Caicosroes foi às montanhas seguido por oito companheiros. Chegando ao topo da montanha, foram recebidos por uma multidão de iranianos implorando que não partisse. Cinco companheiros continuam com o rei. Chegaram numa fonte, onde o rei tomou banho e recitou a Zendavestá, despediu-se de seus companheiros e desapareceu durante a noite. Os companheiros pereceram numa nevasca procurando por ele. Geve era um dos cinco heróis que acompanharam-o em sua jornada ao deserto até que Caicosroes conheceu Sorus e desapareceu, segundo a tradição local, numa caverna chamada Gare Caicosroes num passo montanhoso chamado Mella-ye Bižan em Cogiluia. Albiruni relata uma estória em sua descrição do festival Tiricana segundo a qual a hábito persa de se lavar na água de fontes naquele dia remonta a Caicosroes, que ao retornar da batalha com Afrassíabe, parou numa fonte numa montanha na região de Sava. Apavorado com a aparição de um anjo, Caicosroes desmaiou, mas foi revivido por Vizã ibne Judarz, que borrifou a água da fonte em seu rosto.